# Campeonato Georgiano de Futebol Feminino de 2019
O Campeonato Georgiano de Futebol Feminino de 2019 foi a 4ª edição no atual formato do campeonato georgiano de futebol feminino. O Lanchkhuti foi o campeão e disputará a Liga dos Campeões da UEFA de Futebol Feminino de 2020–21.

## Tabela
| Pos | Time                   | J  | V  | E | D  | GP  | GC  | SG   | Pts   | Qualificação                         |
| --- | ---------------------- | -- | -- | - | -- | --- | --- | ---- | ----- | ------------------------------------ |
| 1   | WFC Lanchkhuti (C) (Q) | 18 | 17 | 0 | 1  | 107 | 9   | +98  | 51[a] | Liga dos Campeões da UEFA de 2020/21 |
| 2   | WFC Nike               | 18 | 17 | 0 | 1  | 137 | 10  | +127 | 51[a] |                                      |
| 3   | WFC Norchi Dinamo      | 18 | 12 | 0 | 6  | 47  | 23  | +24  | 36    |                                      |
| 4   | WFC Martve             | 18 | 12 | 0 | 6  | 62  | 39  | +23  | 36    |                                      |
| 5   | WFC Kolkheti           | 18 | 7  | 2 | 9  | 30  | 48  | -18  | 23    |                                      |
| 6   | WFC Gori United        | 18 | 6  | 2 | 10 | 37  | 56  | -19  | 20    |                                      |
| 7   | WFC Iveria             | 18 | 5  | 2 | 11 | 44  | 99  | -55  | 17    |                                      |
| 8   | WFC Chkhorotsku        | 18 | 5  | 0 | 13 | 24  | 102 | -78  | 15    |                                      |
| 9   | WFC Dinamo BT          | 18 | 4  | 2 | 12 | 29  | 60  | -31  | 14    |                                      |
| 10  | WFC Zarzma             | 18 | 0  | 2 | 16 | 11  | 82  | -71  | 2     |                                      |

Fonte: GFF
(C) = Campeã (Q) = Qualificada à fase indicada
Nota:
- a^ Confronto direto: Lanchkhuti (3 pts; SG +2), Nike (3 pts; SG -1).

## Resultados
| Casa / Fora   | CHK  | DBT | GOR | IVE  | KOL | LAN  | MAR  | NIK  | NOR  | ZAR |
| ------------- | ---- | --- | --- | ---- | --- | ---- | ---- | ---- | ---- | --- |
| Chkhorotsku   |      | 3–0 | 3–0 | 0–11 | 3–0 | 0–4  | 1–8  | 0–14 | 1–10 | 2–1 |
| Dinamo BT     | 5–1  |     | 2–2 | 6–3  | 3–3 | 0–6  | 0–3  | 0–6  | 2–3  | 5–0 |
| Gori United   | 7–1  | 4–1 |     | 4–4  | 0–2 | 1–7  | 2–4  | 0–6  | 0–1  | 2–0 |
| Iveria        | 2–1  | 5–1 | 5–7 |      | 1–4 | 1–11 | 0–10 | 1–10 | 2–7  | 3–2 |
| Kolkheti      | 7–1  | 2–0 | 1–2 | 2–1  |     | 1–6  | 2–0  | 0–10 | 1–0  | 2–0 |
| Lanchkhuti    | 10–0 | 6–0 | 7–1 | 11–1 | 7–0 |      | 8–1  | 3–1  | 3–0  | 8–0 |
| Martve        | 4–0  | 3–2 | 3–1 | 5–1  | 5–0 | 1–4  |      | 1–4  | 4–0  | 6–0 |
| Nike          | 16–0 | 8–0 | 7–0 | 13–0 | 4–1 | 1–0  | 9–2  |      | 1–0  | 8–1 |
| Norchi Dinamo | 1–0  | 2–0 | 2–1 | 3–1  | 4–1 | 0–3  | 4–0  | 0–3  |      | 4–0 |
| Zarzma        | 2–7  | 0–2 | 0–3 | 2–2  | 1–1 | 0–3  | 1–2  | 1–16 | 0–6  |     |